# Aengus

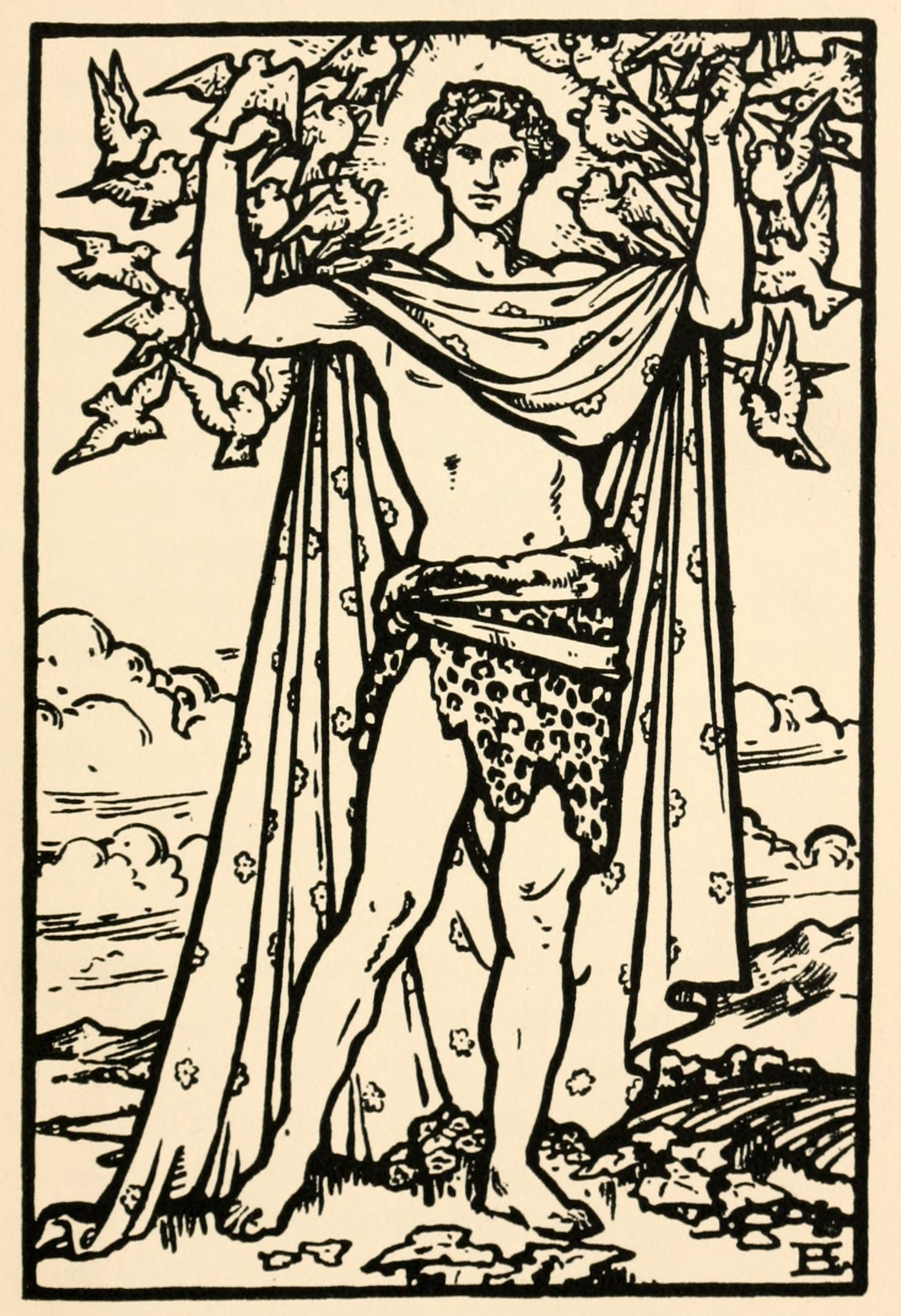
Óengus Óg, ilustrace Beatrice Elvery v knize Violet Russell Heroes of the Dawn (1914)

Óengus Óg je irský bůh básnictví, mládí, krásy a snad také lásky, člen Tuatha Dé Danann, syn Boánd a Dagdy. Jeho sídlem je Newgrange, nazývané Brug na Bóinne „sídlo Bóand“. Jeho dcerou je Maga, jež založila Rudou ratolest, jednu z irských královských dynastií, a někdy je mu přisuzován syn Nemanach a manželka Nuamaisi. S Eithné, dcerou Balora, zplodil krále Delbaetha. Vlastní kouzelný meč Móralltach a když cestuje okolo jeho hlavy krouží čtyři labutě. Jaan Puhvel srovnává Óenguse a jeho matku Bóand s velšským Mabonem a Modron, James MacKillop taktéž s Mabonem, ale také s galským Maponem. Podle Jitky Vlčkové byl  bohem plodnosti a úrody.
Staroirské jméno Óengus Óg znamená „mladý  Óengus“, přičemž jméno Óengus znamená „(jedna) síla, moc“ a dala vzniknout irskému Aonghus a anglickému Angus. Je také titulován jak mac Óc „syn mládí“ nebo mac Óg „mladý syn“.
V irské mytologii je kromě něj znám ještě jiný Óengus, syn Áeda Abrata.

## Mýty
Podle jednoho z podání byla Bóand manželkou Nechtana a aby skryla svou něvěru dala svého novorozeného syna Elcmarovi, jehož vztah k Boánd je nejasný. Jiná verze se objevuje v příběhu Namlouvání Étainy, podle kterého Dagda obelstil kouzelníka Elcmara, pána Newgrange, aby se mohl vyspat s jeho manželkou Bóand. V této verzi je Óengusovým pěstounem Midir. Midir si později dospělému Óengusovi stěžoval na bezpráví kterého se mu dostalo a žádal za to od něj ruku Étainy, nejkrásnější ženy Irska. Aby Óengus dívku získal musel na příkaz jejího otce vyklučit dvanáct planin, dát téci dvanácti řekám a vyvážit Étain zlatem. Étain však byla později zakleta Midirovou prvním manželkou Fuamnach do motýla, který po sedmi letech usedl na prsa Óenguse, který jej nosil v sluncem zalité křišťálové kleci dokud Fuamnach nezahnala dalším kouzlem.
V příběhu Óengusovo vidění (Aislinge Óenguso), který je znám i pod moderním názvem Angus a Caér (Angus agus Cáer), měl tento bůh sen o krásné dívce, kterou pak rok marně hledal. Nakonec Bodb Derg zjistil že jde o Caér, dceru Ethala Anbúaila. Když se dvojice konečně setkala proměnili se v labutě a odletěli na Brug na Bóinne za zpěvu písně která zabránila každému co ji slyšel po tři dny a noci spát.
V příběhu Altram Tighe Dá Mheadar vystupuje Manannán mac Lir jako král Tuatha Dé Danann a je hostěn Elcmarem v Brug na Bóinne,který je jeho vlastnictvím. Manannán předal vládu nad tímto sídlem Óengusovi s ohledem na to že ho považoval za vznešenějšího než jeho adoptivního otce. Nakonec Óengus Elcmara vykázal a později se stal pěstounem Manannánovi dcery Curcog a oženil se s Eithné, dcery svého majordoma Dichua.Eithné byla později uražena Finnbarrem Meadhou, na což Óengus zareagoval příkazem jej a jeho družina zabít. Oba muži se však usmířili, ale Eithné poté odmítala živit se čímkoliv jiným kouzelné plavé krávy náležející  Manannánovi a později s Curcog odešla do Manannánova sídla Emhain Ablach. Následně se zjistí že když byla Eithné uražena že jí opustila její démonická, magická podstata a byla nahrazena podstatou andělskou.